# Jadwiga Rodowicz-Czechowska
Jadwiga Maria Rodowicz-Czechowska (ur. 11 maja 1954 w Zabrzu) – polska japonistka specjalizująca się w historii dramatu japońskiego i myśli teatrologicznej, urzędniczka państwowa i dyplomata, od 2008 do 2012 ambasador Rzeczypospolitej Polskiej w Japonii.

## Życiorys
W 1977 ukończyła japonistykę na Uniwersytecie Warszawskim. Studia doktoranckie odbyła na Uniwersytecie Tokijskim. Pracowała w Instytucie Orientalistycznym UW, w 1982 uzyskując stopień naukowy doktora nauk filologicznych.
Autorka opracowań z dziedziny historii teatru nō, przekładów na język polski dramatu i traktatów teoretycznych, które napisał Motokiyo Zeami, a także artykułów na temat japońskiej estetyki i obyczajowości. W latach 1979–1989 członkini zespołu teatru „Gardzienice”, brała udział w przedstawieniach Spektakl Wieczorny, Gusła i Żywot Protopopa Awwakuma. Jest również autorką pierwszej, zrealizowanej według klasycznych reguł japońskiego teatru nō, sztuki Stroiciel fortepianu (Chōritsushi) wystawionej w 2011 w Polsce i w Japonii. Jej debiutem reżyserskim było Umiłowanie według opowiadania Yukio Mishimy w Teatrze Pieśń Kozła w 2015.
W 1993 została radcą w Departamencie Afryki, Azji, Australii i Oceanii MSZ, rok później I sekretarzem i następnie radcą w Ambasadzie RP w Tokio. W 1999 odeszła z MSZ, prowadziła własną firmę w Warszawie. W 2001 powróciła do dyplomacji, w 2002 ponownie wyjechała na placówkę w Tokio jako chargé d’affaires ad interim, w 2003 została radcą-ministrem i zastępczynią ambasadora. Od 2006 do 2008 była urzędniczką w Departamencie Azji i Pacyfiku MSZ oraz wykładała na warszawskich uczelniach. Zainicjowała utworzenie Fundacji na rzecz Niematerialnego Dziedzictwa Kultury w Polsce.
28 lipca 2008 powołana na stanowisko ambasadora nadzwyczajnego i pełnomocnego w Japonii. Zakończyła urzędowanie 15 czerwca 2012. 1 grudnia 2012 objęła funkcję radcy generalnego w biurze Ministra Kultury i Dziedzictwa Narodowego.

## Odznaczenia
W 2012, za wybitne zasługi w służbie zagranicznej, za osiągnięcia w podejmowanej z pożytkiem dla kraju pracy zawodowej i działalności dyplomatycznej, odznaczona Krzyżem Kawalerskim Orderu Odrodzenia Polski. W 2013 rząd Japonii nadał jej Order Wschodzącego Słońca II klasy (Złota i Srebrna Gwiazda).

## Publikacje
- Pięć wcieleń kobiety w teatrze nō, Warszawa: Pusty Obłok, 1993.
- Motokiyo Zeami, Aktor doskonały [tłumaczenie], Gdańsk: słowo/obraz terytoria, 2000.
- Boski dwumian. Przenikanie rzeczywistości w teatrze nō, Instytut im. Jerzego Grotowskiego, 2009.